# Bracon rufomarginatus
Bracon rufomarginatus är en stekelart som beskrevs av William Harris Ashmead 1893. Bracon rufomarginatus ingår i släktet Bracon och familjen bracksteklar. Inga underarter finns listade.